# Списки населённых пунктов Сокольского района (Нижегородская область)
| Образование                | Населённые пункты в составе образования |
| -------------------------- | --- |
| Рабочий посёлок Сокольское | р. п. Сокольское |
| Березовский сельсовет      | д. Березово д. Аксеново д. Беляево д. Бессоново д. Болваницы д. Бочкари д. Боярское д. Быково д. Векшино д. Ганино д. Германиха д. Долганово д. Ковернино д. Меленки д. Овсяники д. Поплевино д. Ряполиха д. Сельское д. Содомово д. Солунино д. Старцево |
| Гарский сельсовет          | с. Гари д. Абакумово д. Андреевка д. Боровково д. Выделка д. Горохово д. Гузолово д. Дрябино д. Затвердяево д. Исаково д. Кокорино д. Кострово д. Кузино д. Лысеево д. Маракушино д. Решетники д. Сенники д. Сидорово д. Соличное д. Тренино д. Ушибиха д. Фатеево д. Хойлово д. Хухарево д. Чечетки д. Щипаново                                                                    |
| Георгиевский сельсовет     | с. Георгиевское д. Аверино д. Афонино д. Бабье д. Богданово д. Болотково д. Боталово д. Беляевка д. Беляиха д. Бурмакино д. Быково д. Галицкая д. Голосово д. Дейцево д. Жиделиха д. Зубариха д. Коровино д. Костериха д. Круты д. Кужемячиха д. Мутовкино д. Парниково д. Стрелка д. Федорово д. Хмелевка д. Якунькино д. Яндовищи                                                 |
| Дмитриевский сельсовет     | д. Ведерница д. Бочажное д. Галкино с. Дмитриевское д. Дрямово д. Захарово д. Килешино д. Коперино д. Кудрино д. Миленочки д. Морозово д. Уланово д. Филино д. Чакрыгино д. Черепаново д. Шелухино |
| Дресвищинский сельсовет    | д. Дресвищи д. Белынь д. Боженки д. Бочкари с. Воскресенье д. Вязовики д. Герасимово д. Демаки д. Деушиха д. Желудиха д. Колобовка д. Косоурка д. Мармыжево д. Никольское д. Перевесное д. Пестово д. Фефелиха д. Шкулево |
| Заболотновский сельсовет   | д. Заболотное д. Балуево д. Беляйцево д. Горшки д. Еголево д. Зубово д. Ильинское д. Копытово д. Корноухово д. Ловыгино д. Лягайцево д. Макарово д. Митинская д. Молчаново д. Мостовка д. Рамешки д. Резаново д. Стрелка д. Таратыщево д. Шилыхово д. Ширмакша д. Щипакино д. Ямное                                                                                                 |
| Кореневский сельсовет      | д. Коренево д. Бардино д. Богданово д. Валгусово с. Дорофеево д. Желваково д. Заполенка д. Иваньково д. Игумново д. Каверзино д. Коряковец д. Кривово д. Митронино д. Наседкино д. Попово д. Синобрилово д. Солищи д. Тюрино д. Хапаево д. Чибисово д. Шевелево |
| Кузнецовский сельсовет     | д. Кузнецово д. Бунегино д. Волково д. Высоково д. Жгилёво п. Запашка д. Каргино п. Лесной с. Мамонтово д. Миленки д. Прудовка д. Трушино д. Шероново д. Шумкино |
| Летнебазовский сельсовет   | п. Летняя База д. Богословка п. Ильинка д. Ильинка п. Новая Шомохта д. Родинка п. Софронова Пожня |
| Мурзинский сельсовет       | д. Мурзино д. Абрашкино д. Белоусово д. Гоголино д. Дудкино д. Костино д. Красный Бор д. Оловягино д. Реброво д. Сафониха д. Тараканово д. Шумилово д. Шуравино |
| Пелеговский сельсовет      | с. Пелегово д. Вилеж д. Жуково п. Куртюга д. Мостовка д. Потахино д. Соболево д. Содомово д. Якунино д. Ятово |
| Пудовский сельсовет        | д. Пудово д. Добрыниха д. Ежово д. Кропотово д. Малое Сокольское д. Осинки д. Порботное д. Пылайкино д. Рябинки д. Слободки д. Теленково д. Хмельничное д. Чубариха д. Шамино д. Юркино |
| Пушкаревский сельсовет     | д. Пушкарево д. Баево д. Блудово д. Богданово п. Валовский Хутор д. Выделка д. Данильчик д. Дупленки д. Жабье д. Ильино д. Ковригино д. Козлово д. Корчагово д. Кошкино д. Левино д. Ломня д. Мизгирево д. Настасьино д. Новые Короли с. Покров-Валы д. Починок д. Притыкино д. Рошвенская д. Рыжково д. Свищево д. Селянцево д. Сенькино с. Цыкино д. Шишово д. Юрково д. Яблонное |

## Источник
Населённые пункты Сокольского района